# Held der Sowjetunion

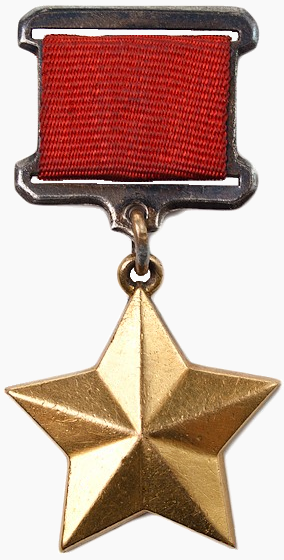
Goldener Stern der Helden der Sowjetunion

Held der Sowjetunion (russisch Герой Советского Союза, wiss. Transliteration Geroj Sovetskogo Sojuza) war die höchste Auszeichnung und der höchste Ehrentitel, der in der UdSSR für „persönliche und kollektive, mit einer Heldentat verbundene Verdienste für Staat und Gesellschaft der Sowjetunion“ vergeben wurde. Sie wurde im Jahre 1934 gestiftet, um die Retter der Besatzung des Polarforschungsschiffes Tscheljuskin zu ehren.

## Geschichte

### Stiftung
Die Auszeichnung umfasste bei Stiftung am 16. April 1934
- die Verleihung des Leninordens und
- eine Urkunde des Präsidiums des Obersten Sowjets
- eine einmalige Zuwendung in Höhe eines Jahresgehaltes.

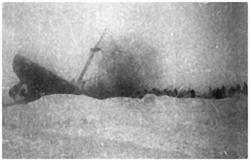
Foto der sinkenden Tscheljuskin

Die ersten Helden der Sowjetunion waren 1934 die so genannten Tscheljuskinzy, sieben Piloten, die sich bei der spektakulären Rettung der Besatzung der Tscheljuskin verdient gemacht hatten. Diese hatte 1933 bis 1934 eine Expedition ins Nordpolarmeer zur Erkundung des Nördlichen Seewegs unternommen. Dabei geriet das Schiff ins Packeis und versank nach einer unkontrollierten Drift, während sich die Besatzung auf eine Eisscholle flüchtete, von der sie schließlich per Flugzeug gerettet werden konnte. Aus Anlass dieser Rettung wurde der Titel auf Beschluss des ZK der KPdSU am 16. April 1934 gestiftet und am 20. April 1934 erstmals verliehen.
Ab dem 1. August 1939 umfasste die Auszeichnung dann zusätzlich die Verleihung der Medaille „Goldener Stern“. Die Medaille war ein fünfzackiger goldener Stern mit glattem Avers. Auf dem Revers befand sich die Inschrift „Герой СССР“ (Held der UdSSR) und die Verleihungsnummer. Das Band der Tragespange war rot.
Bei der zweiten Auszeichnung mit dem Titel wurde eine Bronzebüste des Helden im Heimatort des Ausgezeichneten oder, auf Beschluss des Präsidiums des Obersten Sowjets, an einem anderen Ort aufgestellt. Dies geschah auch, wenn ein „Held der Sowjetunion“ zusätzlich den Ehrentitel „Held der Sozialistischen Arbeit“ verliehen bekam. Bei der dritten Auszeichnung mit dem Titel hätte eine Bronzebüste im Palast der Sowjets aufgestellt werden sollen, da dieser jedoch nicht vollendet wurde, wurden die Büsten der „dreifachen Helden“ im Kreml aufgestellt.

### Held der Sowjetunionund der Leninorden
Bis zur Stiftung des Titels Held der Sowjetunion war der Leninorden die höchste staatliche Auszeichnung der Sowjetunion. Unmittelbar nach der Einführung des neuen Titels ergab sich die Frage, wie der Titel Held der Sowjetunion als nunmehr höchste Auszeichnung auch äußerlich vom Leninorden zu unterscheiden war. Mit der Stiftung des Goldenen Sterns am 1. August 1939 zusätzlich zum Leninorden erhielt der Titel Held der Sowjetunion dieses Alleinstellungsmerkmal als höchste Auszeichnung. Zunächst durfte ab 1939 der Leninorden nur zum jeweils ersten Goldenen Stern (also einmalig) überreicht werden. Bei späteren Mehrfachverleihungen des Titels Held der Sowjetunion ab 1972 durfte dann jeweils wieder der Leninorden mitverliehen werden (Dekret des Präsidiums des Obersten Sowjets in der Fassung von 1973). Insgesamt wurde die Auszeichnung durch gehäufte Mehrfachverleihungen an hochrangige Politiker in ihrem Ansehen abgewertet.

### Verleihung des Titels bis 1991

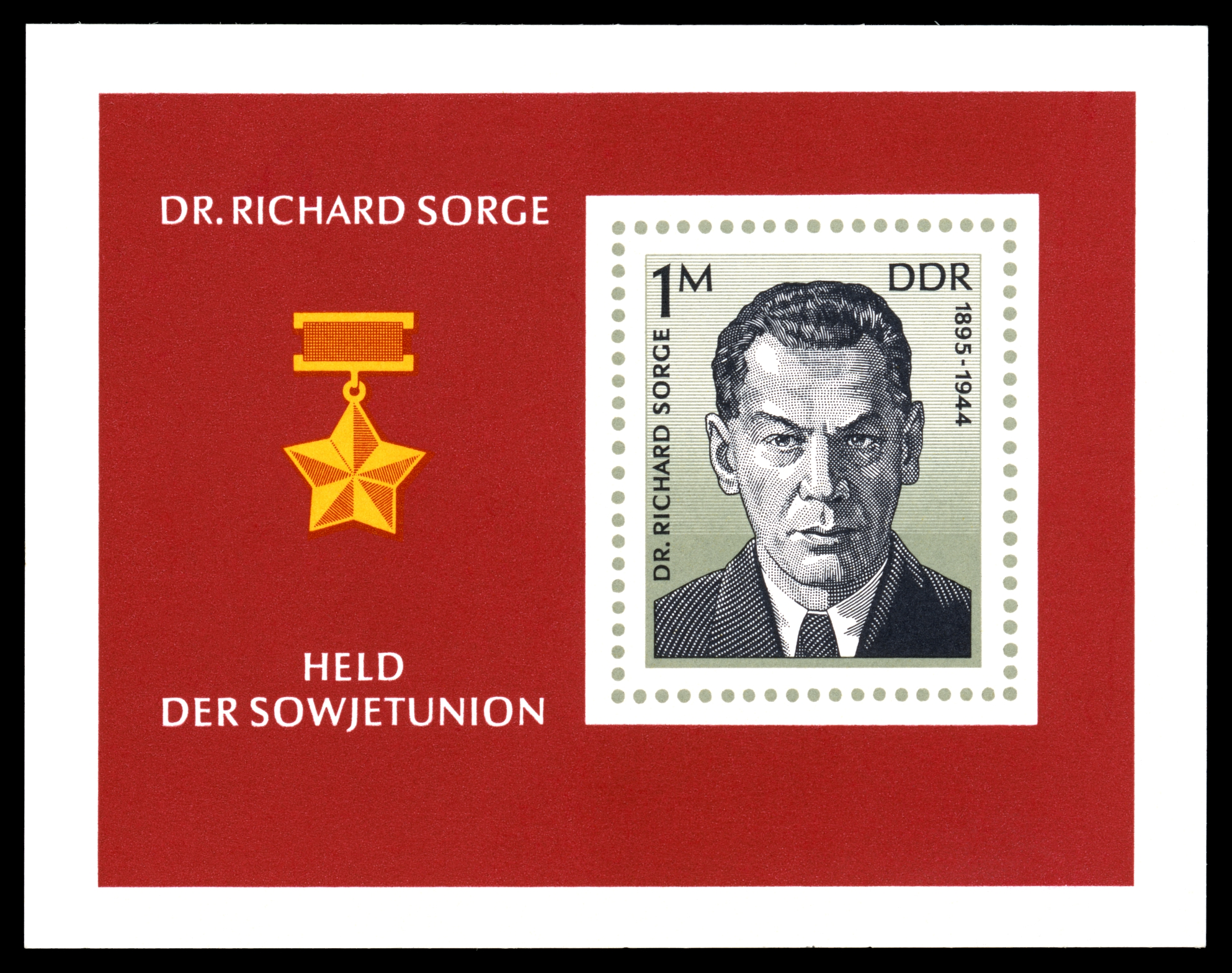
Goldener Stern der Helden der Sowjetunion auf einer DDR-Briefmarke zu Richard Sorge

Insgesamt wurde der Titel Held der Sowjetunion bis Anfang 1986 an 12.600 Personen verliehen, über 11.000 davon wurden allein im Deutsch-Sowjetischen Krieg 1941–1945 ausgezeichnet. In diesem Zusammenhang wurden insgesamt 11.664 Medaillen verliehen. Auch die Deutschen Fritz Schmenkel, Richard Sorge und Sigmund Jähn wurden als Held der Sowjetunion ausgezeichnet.
Bisher gab es 150 zweimalige, an drei Personen dreimalige und an zwei Personen viermalige Verleihungen. Je viermal ausgezeichnet wurde der Stellvertreter des Obersten Befehlshabers der Roten Armee im Zweiten Weltkrieg, Marschall der Sowjetunion Schukow, sowie der Parteichef der KPdSU Leonid Breschnew. Dreimal erhielten die Auszeichnung die Jagdflieger Marschalle der Flieger Alexander Pokryschkin und Iwan Koschedub sowie Marschall Budjonny.

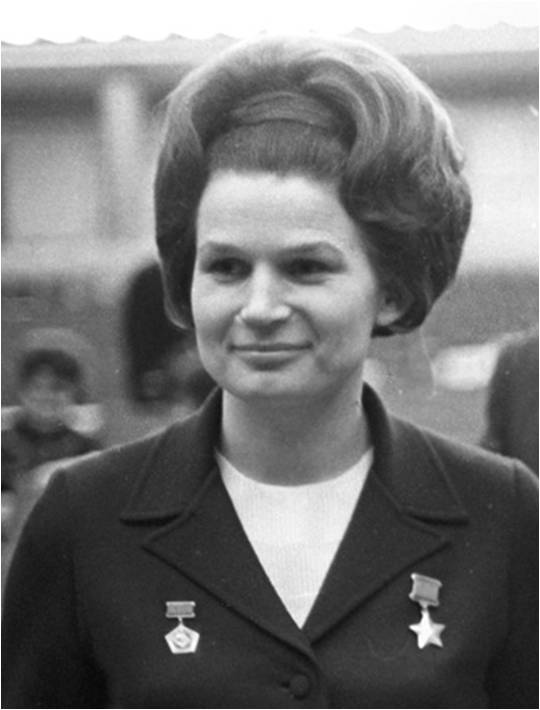
Kosmonautin Valentina Tereschkowa mit ihren Medaillen für die Ehrentitel Fliegerkosmonaut der UdSSR (links) und Held der Sowjetunion (rechts), 1969

Bereits unter Nikita Chruschtschow setzte eine gewisse Inflation dieses Titels ein, da er ihn nicht nur für außergewöhnliche Taten, sondern auch zu runden Geburtstagen verlieh. So bekam Schukow seinen vierten Titel zum 60. Geburtstag, Budjonny bekam alle drei Titel zu runden Jubiläen. Breschnew erhielt alle vier Auszeichnungen (18. Dezember 1966, 19. Dezember 1976, 19. Dezember 1978 und 18. Dezember 1981) aus Anlass seiner Geburtstage, als er Generalsekretär der KPdSU war. Diese inflationäre Vergabepraxis wurde durch den Obersten Sowjet im Jahre 1988 abgeschafft.
Chruschtschow verlieh den Titel auch als Wiedergutmachung an Leute, die zu Unrecht in Vergessenheit geraten oder als Vaterlandsverräter bezichtigt worden waren.
Nahezu automatisch wurde der Titel bis in die späten 1980er Jahre an in- und ausländische Kosmonauten verliehen, die erfolgreich einen Raumflug unternommen hatten. Sie erhielten ab 1961 neben dem Leninorden auch den Ehrentitel Fliegerkosmonaut der UdSSR.
„Heldentaten“, für die der Titel Held der Sowjetunion verliehen wurde, waren unter anderem auch die Niederschlagung des Aufstands in Ungarn 1956 durch Schukow oder die Ermordung Trotzkis. Sein Mörder Ramón Mercader wurde 1960 von Chrustschow als Held der Sowjetunion ausgezeichnet. Auch U-Boot-Kommandanten wie Alexander Iwanowitsch Marinesko (S-13) und Wladimir Konstantinowitsch Konowalow (L-3) bekamen diese Auszeichnung dafür, dass sie zum Ende des Zweiten Weltkrieges hin deutsche Schiffe versenkten. Marinesko erhielt den Titel postum 1990, nachdem er ihm früher verwehrt worden war.
Das letzte Mal wurde der Titel am 24. Dezember 1991 verliehen. Im Jahre 1992 schuf Boris Jelzin den Titel Held der Russischen Föderation (Герой Российской Федерации Geroj Rossijskoj Federacii) mit entsprechendem Stern, der den alten Titel der aufgelösten Sowjetunion ersetzte.